# Stu Bickel
Stu Bickel (né le 2 octobre 1986 à Chanhassen dans l'État du Minnesota aux États-Unis) est un joueur professionnel américain de hockey sur glace qui évoluait au poste de défenseur.

## Biographie
Bickel signe son premier contrat professionnel le 2 juillet 2008 avec les Ducks d'Anaheim ; il est alors joueur autonome et s'engage pour trois ans avec l'équipe de la Ligue nationale de hockey (LNH). Il ne joue jamais pour les Ducks mais passe les saisons suivantes avec les clubs-école de ces derniers dans la Ligue américaine de hockey (LAH) et l'ECHL. Il est échangé le 23 novembre 2010 aux Rangers de New York contre Nigel Williams. Après avoir commencé la saison 2011-2012 avec le Whale du Connecticut dans la LAH, Bickel est appelé par les Rangers le 18 décembre 2011. Il fait ses débuts dans la LNH le 20 décembre contre les Devils du New Jersey et marque son premier point grâce à une passe. Le 1er juillet 2012, il signe un nouveau contrat de deux ans avec les Rangers. Le 1er juillet 2014, il rejoint le Wild du Minnesota en tant qu'agent libre.
Il prend sa retraite en 2018 et devient entraîneur assistant des Golden Gophers du Minnesota de l'Université du Minnesota dans la North American Hockey League. Deux ans plus tard, il est nommé entraîneur-chef des Magicians du Minnesota puis, l'année suivante, il rejoint les Thunderbirds de Springfield au poste d'entraîneur assistant dans la Ligue américaine de hockey.

## Statistiques

### Joueur
| Saison     | Équipe                      | Ligue      |    | Saison régulière | Saison régulière | Saison régulière | Saison régulière | Saison régulière |   | Séries éliminatoires | Séries éliminatoires | Séries éliminatoires | Séries éliminatoires | Séries éliminatoires |
| Saison     | Équipe                      | Ligue      | PJ | B                | A                | Pts              | Pun              | PJ               | B | A                    | Pts                  | Pun                  |                      |                      |
| 2004-2005  | Gamblers de Green Bay       | USHL       | 13 | 0                | 0                | 0                | 20               | -                | - | -                    | -                    | -                    |                      |                      |
| 2005-2006  | Gamblers de Green Bay       | USHL       | 14 | 0                | 0                | 0                | 25               | -                | - | -                    | -                    | -                    |                      |                      |
| 2006-2007  | Stampede de Sioux Falls     | USHL       | 57 | 2                | 11               | 13               | 215              | 8                | 0 | 3                    | 3                    | 29                   |                      |                      |
| 2007-2008  | Golden Gophers du Minnesota | WCHA       | 45 | 1                | 6                | 7                | 92               | -                | - | -                    | -                    | -                    |                      |                      |
| 2008-2009  | Chops de l'Iowa             | LAH        | 21 | 0                | 1                | 1                | 51               | -                | - | -                    | -                    | -                    |                      |                      |
| 2009-2010  | Condors de Bakersfield      | ECHL       | 24 | 1                | 12               | 13               | 50               | 9                | 0 | 2                    | 2                    | 14                   |                      |                      |
| 2009-2010  | Rampage de San Antonio      | LAH        | 36 | 2                | 2                | 4                | 38               | -                | - | -                    | -                    | -                    |                      |                      |
| 2010-2011  | Crunch de Syracuse          | LAH        | 6  | 0                | 3                | 3                | 14               | -                | - | -                    | -                    | -                    |                      |                      |
| 2010-2011  | Jackals d'Elmira            | ECHL       | 1  | 0                | 0                | 0                | 0                | -                | - | -                    | -                    | -                    |                      |                      |
| 2010-2011  | Whale du Connecticut        | LAH        | 54 | 2                | 7                | 9                | 135              | 6                | 0 | 1                    | 1                    | 6                    |                      |                      |
| 2011-2012  | Whale du Connecticut        | LAH        | 27 | 1                | 3                | 4                | 80               | -                | - | -                    | -                    | -                    |                      |                      |
| 2011-2012  | Rangers de New York         | LNH        | 51 | 0                | 9                | 9                | 108              | 18               | 0 | 0                    | 0                    | 16                   |                      |                      |
| 2012-2013  | Rangers de New York         | LNH        | 16 | 0                | 0                | 0                | 49               | -                | - | -                    | -                    | -                    |                      |                      |
| 2012-2013  | Whale du Connecticut        | LAH        | 10 | 0                | 1                | 1                | 18               | -                | - | -                    | -                    | -                    |                      |                      |
| 2013-2014  | Wolf Pack de Hartford       | LAH        | 24 | 1                | 7                | 8                | 85               | -                | - | -                    | -                    | -                    |                      |                      |
| 2014-2015  | Wild de l'Iowa              | LAH        | 43 | 3                | 8                | 11               | 93               | -                | - | -                    | -                    | -                    |                      |                      |
| 2014-2015  | Wild du Minnesota           | LNH        | 9  | 0                | 1                | 1                | 46               | -                | - | -                    | -                    | -                    |                      |                      |
| 2015-2016  | Gulls de San Diego          | LAH        | 59 | 1                | 6                | 7                | 210              | 6                | 0 | 0                    | 0                    | 6                    |                      |                      |
| 2016-2017  | Gulls de San Diego          | LAH        | 26 | 2                | 4                | 6                | 148              | 3                | 0 | 1                    | 1                    | 2                    |                      |                      |
| 2017-2018  | Gulls de San Diego          | LAH        | 4  | 0                | 0                | 0                | 47               | -                | - | -                    | -                    | -                    |                      |                      |
| Totaux LNH | Totaux LNH                  | Totaux LNH | 76 | 0                | 10               | 10               | 203              | 18               | 0 | 0                    | 0                    | 16                   |                      |                      |

### Entraîneur
| Saison    | Équipe                 | Ligue |    | PJ | V  | D                  |  | Séries éliminatoires |
| 2020-2021 | Magicians du Minnesota | NAHL  | 48 | 24 | 21 | Défaite au 3e tour |  |                      |